# Lost: Missing Pieces
Missing Pieces er en eksklusiv sæson af den amerikanske tv-serie Lost, produceret specielt til mobiltelefoner. Afsnittene kaldes "mobisodes" og er ca. halvandet til tre minutter stykket. Sæsonen havde premiere 7. november 2007 og afsluttes i 2008. I en del af samme periode blev alternate reality gamet Find 815 også afviklet.
Afsnittene er instrueret af Jack Bender og skrevet af et varierende udvalg af den sædvanlige forfatterstab. De handler om hovedpersonernes tidligere oplevelser, der besvarer spørgsmål og alternativt genfortæller eller supplerer tidligere scener. Der figurerer to eller flere af de velkendte hovedpersoner i hvert afsnit, hvor der overvejende er dialog. Missing Pieces giver også yderligere indsigt i blandt andet Dr. Artz og Ethan Roms fortid.

## Afsnit
PN står her for produktionsnummer, der indikerer hvilket rækkefølge afsnittene er produceret i.
| # | PN  | Titel                                         | Instruktør  | Forfatter(e)                                                         | Hovedperson(er)                    | Original sendedato |
| 1 | 107 | "The Watch"                                   | Jack Bender | Carlton Cuse                                                         | Jack & Christian                   | 7. november 2007   |
| Christian erkender sine fejl, og beder Jack opfostre sit eventuelle barn på en bedre måde end Christian gjorde det med Jack. Christian giver Jack et ur der har gået gennem flere generationer i familien, og bekendtgører at Jack har foretaget det rigtige valg, modsat ham selv. |     |                                               |             |                                                                      |                                    |                    |
| 2 | 103 | "The Adventures of Hurley and Frogurt"        | Jack Bender | Edward Kitsis & Adam Horowitz                                        | Hugo                               | 13. november 2007  |
| Hurley tager en vin fra Rose og Bernards telt, men opdages af Frogurt. Frogurt intimiderer Hurley, med kommentarer om at han vil gå efter Libby, hvortil Hurley kan fortælle at han hentede vinen til en date med hende. |     |                                               |             |                                                                      |                                    |                    |
| 3 | 101 | "King of the Castle"                          | Jack Bender | Brian K. Vaughan                                                     | Ben & Jack                         | 20. november 2007  |
| Over et spil skak konverserer Jack og Ben om Jacks formodede rejse væk fra øen. Ben forklarer at trods han gerne vil lade Jack gå, er det ikke sikkert øen vil. Jack joker med at øen måske vil lade ubåden synke (den springes i luften i "The Man From Tallahassee"), og senere i samtalen siger Ben, at hvis Jack kommer hjem, så kan det være han ønsker at komme tilbage (hvilket sker i "Through the Looking Glass"). Ben vinder skakspillet, men værdsætter Jacks evner, eftersom det er længe siden han har fået betydelig modstand. |     |                                               |             |                                                                      |                                    |                    |
| 4 | 110 | "The Deal"                                    | Jack Bender | Elizabeth Sarnoff                                                    | Michael & Juliet                   | 26. november 2007  |
| Juliet hjælper med at overtale Michael til at udføre sin kompromitterede mission mod de andre overlevende af Oceanic Flight 815. Hun fortæller hvorfor hun stadig selv er på øen, og bruger sin søsters historie, til at manipulere Michael yderligere, omend den er sand. |     |                                               |             |                                                                      |                                    |                    |
| 5 | 106 | "Operation: Sleeper"                          | Jack Bender | Brian K. Vaughan                                                     | Jack & Juliet                      | 3. december 2007   |
| Juliet fortæller Jack sandheden om hendes foretagende i de overlevendes lejr: at hun er der for at samle oplysninger om de gravide kvinder, så de kan kidnappes. |     |                                               |             |                                                                      |                                    |                    |
| 6 | 104 | "Room 23"                                     | Jack Bender | Elizabeth Sarnoff                                                    | Juliet & Ben                       | 11. december 2007  |
| Juliet forklarer Ben at alle er bange for "ham," mens folk forsøger at få styr på en kaotisk situation. Juliet viser Ben en død fugl og spørger hvilket "barn" der kan gøre det. |     |                                               |             |                                                                      |                                    |                    |
| 7 | 112 | "Arzt & Crafts"                               | Jack Bender | Damon Lindelof                                                       | Sun, Jin, Michael, Hugo & Dr. Arzt | 17. december 2007  |
| Dr. Arzt forsøger at overtale Sun og Jin til at stemme "nej" til et eventuelt demokratisk valg om at flytte ind i grotterne, hvorefter han indgår i en debat med Hurley og Michael om dels at snakke engelsk til koreanerne, og dels om Jacks lederegenskaber og kvalifikationer til samme. Arzt bliver først overbevist om at flytte dertil, da han hører "Monsteret". |     |                                               |             |                                                                      |                                    |                    |
| 8 | 105 | "Buried Secrets"                              | Jack Bender | Christina M. Kim                                                     | Michael, Jin & Sun                 | 24. december 2007  |
| Sun fortæller Michael at hun havde intentioner om at forlade Jin og starte et nyt liv i USA, og begrunder det med at Jin ikke længere er den mand hun forelskede sig i. Mens Michael forsøger at trøste hende, er de tæt på at kysse, men afbrydes af Vincent. |     |                                               |             |                                                                      |                                    |                    |
| 9 | 111 | "Tropical Depression"                         | Jack Bender | Carlton Cuse                                                         | Michael & Dr. Arzt                 | 31. december 2007  |
| Dr. Arzt indrømmer overfor Michael at han opdigtede at vejrforholdene ville ændre sig markant, for at få dem hurtigere af sted med tømmerflåden. Arzt fortæller også om hvorfor han var i Sydney og hvordan han endte på Oceanic Flight 815, efter en uheldig date. |     |                                               |             |                                                                      |                                    |                    |
| 10 | 102 | "Jack, Meet Ethan. Ethan? Jack"               | Jack Bender | Damon Lindelof                                                       | Jack, Ethan & Claire               | 7. januar 2008     |
| Ethan overbringer en kuffert med medicin til Jack, og introducerer sig selv. De snakker om mulighederne for at blive reddet, med henblik på Claires graviditet. Ethan fortæller at hans egen kone og ufødte barn døde. |     |                                               |             |                                                                      |                                    |                    |
| 11 | 108 | "Jin Has a Temper-Tantrum On the Golf Course" | Jack Bender | Drew Goddard                                                         | Jin, Michael & Hugo                | 14. januar 2008    |
| Efter at tabe i golf bryder Jin sammen, fordi han føler alt går ham imod på øen, at ingen forstår ham og at han føler sig alene. |     |                                               |             |                                                                      |                                    |                    |
| 12 | 109 | "The Envelope"                                | Jack Bender | Historie af Damon Lindelof Teleplay af J.J. Abrams og Damon Lindelof | Juliet og Amelia                   | 21. januar 2008    |
| Kommer snart |     |                                               |             |                                                                      |                                    |                    |
| 13 | 113 | "So It Begins"                                | Jack Bender | Drew Goddard                                                         | Jack, Christian og Vincent         | 28. januar 2008    |
| Kommer snart |     |                                               |             |                                                                      |                                    |                    |

## Fodnoter
1. ↑  Mobisoderne kan ses på internettet, bla. på ABC.com og YouTube